# 羅妙安
罗妙安（1332年—1360年），元朝女性人物，信州路弋阳县（今江西省弋阳县）人，郑琪的妻子。
罗妙安年幼聪慧，能背诵《列女传》。二十岁时，嫁给郑琪。郑琪家世宦族，百余口同居，罗妙安秉持妇道，没有人说她的坏话。郑琪以军功擢升为铅山州判官，罗氏封为宜人。至正二十年（1360年），信州被红巾军攻克。罗妙安想到弋阳离信州不远，一定不会幸免于难，于是取佩刀磨得锋利。郑琪问要干什么，她说：“时事如此，万一遇难，为自全计。”不久红巾兵至，罗氏自刎而死，时年二十九岁。